# Antifašistička fronta žena
Antifašistička fronta žena (AFŽ), bila je ženska politička organizacija, osnovana 6. prosinca 1942. godine u Bosanskomu Petrovcu na Prvoj zemaljskoj konferenciji žena. Pozdravni govor je održao zapovjednik Narodnooslobodilačke vojske i partizanskih odreda Jugoslavije Josip Broz Tito.

## Naziv
U samim početcima ustroj se kadkad nazivao Antifašističkim odborom žena (AOŽ). U Hrvatskoj se nazivao Antifašističkom frontom žena Hrvatske. U Sloveniji je postojalo izrazito puno naziva: Protifašistična ženska zveza, Protifašistična fronta žen, Protifašistična fronta žena, Antifašistična fronta žensk, Antifašistična ženska zveza, a utemeljena je pod nazivom Slovenska protifašistična ženska zveza. Postojala je i Antifašistična slovensko-italijanska ženska zveza. U Makedoniji se zvala Antifašističkiot front na ženite (mak. Антифашистичкиот фронт на жените). U Srbiji je postojao Antifašistički front žena Srbije, s tim što je u Vojvodini postojala Antifašistička fronta žena Vojvodine (sa sjedištem u Subotici).

## Osnivanje i razlozi osnivanja
Žene su se i prije Drugoga svjetskog rata zalagale za mir, odnosno bile su protiv različitih totalitarizama.
Za vrijeme rata su se organizirale unutar antifašističkoga pokreta, i učvrstile svoju poziciju, a što je potvrđeno i prvim dokumentima Vrhovnoga štaba (hrv. stožera) Narodnooslobodilačke i dobrovoljačke vojske Jugoslavije koji je u to vrijeme imao vrhovnu vlast na oslobođenim teritorijima i u NOP. U različitim je dokumentima ženama potvrđeno aktivno i pasivno biračko pravo, koje su one već 1941. godine rabile prilikom izbora za narodnooslobodilačke odbore kao nove organe vlasti. Žene su se počele masovno uključivati u NOP kao vojnikinje, boničarke, političarke i zastupnice.
Različiti ženski ustroji, koji su bili ustanovljivani od 1941. godine pod raznim nazivima, povezivali su se i na širim područjima, pa je 6. prosinca 1942. godine održana Prva zemaljska konferencija žena. Na toj konferenciji sudjelovalo je 166 delegatkinja iz svih krajeva Jugoslavije, osim iz Makedonije, jer se one nisu pojaviti zbog udaljenosti i vojnosigurnosnih razloga. Tada je utemeljena Antifašistička fronta žena s ciljem mobilizacije žena zbog pomaganja jedinicama NOV-a, pomaganja tijelima partizanskih vlasti, sudjelovanja u oružanim i diverzantskim akcijama, te zbog razvijanja t.zv. bratstva i jedinstva među ženama.

## Uloga AFŽ-a u Drugome svjetskom ratu
AFŽ je imala značajnu ulogu u Drugome svjetskom ratu. U NOVJ je, na razne načine, sudjelovalo oko 2 000 000 žena. U vojnim jedinicama bilo je 110 000 žena. U tijeku rata 2000 žena je postalo časnicama. Odbori AFŽ-a su sakupljali odjeću za NOV, brinuli se o djeci, ranjenim vojnicima, frontovke su radile kao bolničarke, te obavljale poljoprivredne poslove.

### Gubici AFŽ
Od 305 000 poginulih boraca 25 000 su bile žene, a od 405 000 ranjenih 40 000 bile su žene. 

## AFŽ poslije rata
Pitanje zakonske ravnopravnosti nije se postavljalo, jer su je žene svojim sudjelovanjem u Narodnooslobodilačkom pokretu već ostvarile određena prava. Sve što je poslije Fočanskih propisa o principima ravnopravnosti zapisano u kasnijim Ustavima „nove“ Jugoslavije, i u raznim zakonima, rezultat je borbe samih žena u feminističkim i antifašističkim ženskim organizacijama prije rata, kao i njihove borbe u tijeku rata.
AFŽ je djelovala na otklanjanju posljedica rata, poticanju odgoja i obrazovanja, izgradnji novih stambenih objekata, kulturnom radu i dr. Posebno se radilo na školovanju ženske djece, te suprotstavljanju diskriminaciji i segregaciji žena.

### Ukidanje
Antifašistička fronta je ukinuta samostalnom odlukom na svom Četvrtom kongresu Antifašističke fronte žena (26. – 28. rujna 1953.) u Beogradu, kada se donosi odluka o promjeni naziva u Savez ženskih društava Jugoslavije i o pristupu u Socijalistički savez radnog naroda Jugoslavije. Frontu je bilo predbacivano „suvišno bavljenje političkim radom“.  Umjesto AFŽ-a u Socijalističkoj Republici Hrvatskoj je djelovao Savez ženskih društava Hrvatske (Savez žena Hrvatske), kasnije Konferencija za društveni položaj žene i porodice u okviru Republičke konferencije SSRNH (Konferencija za društvenu aktivnost žena Hrvatske). Postojao je i Odbor za društveni položaj žene i porodice Sabora SRH.